# The Fifth Season
The Fifth Season (bra: A Quinta Estação, prt: Quinta Estação) é um romance de ficção especulativa da autoria da escritora estadunidense N. K. Jemisin e publicado em agosto de 2015 pela editora Orbit Books. A edição brasileira foi publicada em 2017 pela editora Morro Branco.
A obra recebeu em 2016 o Prêmio Hugo de Melhor Romance, e na mesma   categoria foi finalista do Prêmio Nébula e do Prêmio Mundial de Fantasía. Junto com suas duas continuações "O portal dos obeliscos" e "O céu de pedra"  forma a "Trilogia da Terra Fragmentada".